# Pentapedilum wittei
Pentapedilum wittei är en tvåvingeart som beskrevs av Freeman 1955. Pentapedilum wittei ingår i släktet Pentapedilum och familjen fjädermyggor. Inga underarter finns listade i Catalogue of Life.